# ایلی (آیووا)
ایلی (به انگلیسی: Ely) شهری در ایالت آیووا کشور ایالات متحده آمریکا است که جمعیت آن در سرشماری سال ۲۰۱۰ میلادی، ۱٬۷۷۶ نفر بوده‌است.